# Bischweier
Bischweier là một thị xã nằm ở huyện Rastatt, thuộc bang Baden-Württemberg, Đức.

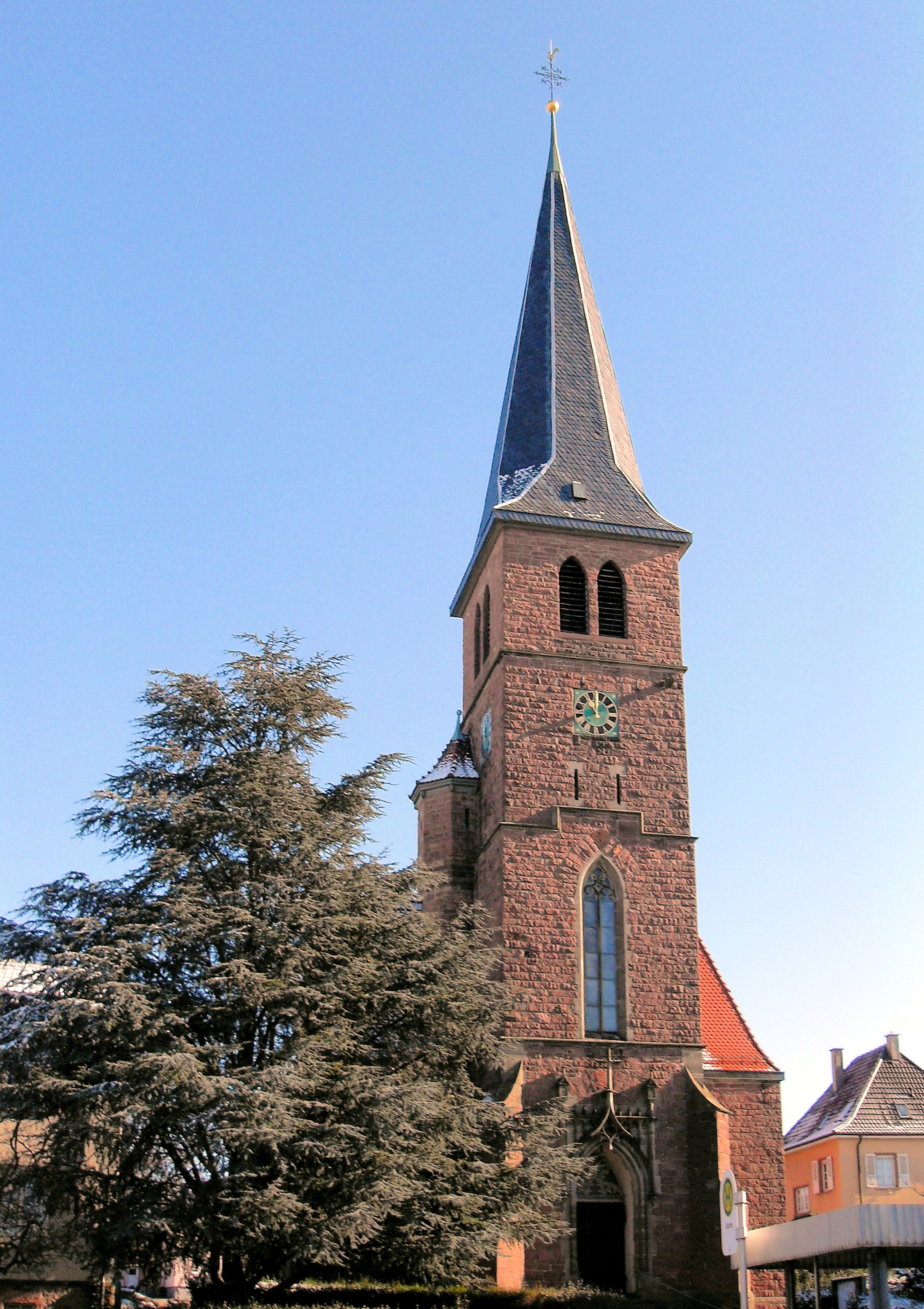
Nhà thờ thánh Anne